# Marie Hamsun
Marie Hamsun (Elverum, 19 de noviembre de 1881-Norholm, 4 de agosto de 1969) Nacida Anne Marie Andersen. Escritora de cuentos infantiles y actriz noruega, casada con el Nobel Knut Hamsun, de quien tomó su apellido.

## Biografía
Perteneciente a una familia con posibles recursos económicos. En 1897 sus padres se trasladon a Christiania, donde el padre se dedicó al comercio durante veinte años hasta que compró la granja Aneby, en Nittedal. Marie asistió a la escuela privada de Ragna Nielsen, graduándose en 1901. Trabajó tres años como ama de llaves y maestra. La Asociación de Actores Noruegos presidida por Dore Lavik la admitió como actriz, participando en giras por toda Noruega, hasta que fue admitida como estudiante de arte dramático por el Teatro Nacional de Noruega, en 1907. En 1909 se casó con Knut Hamsun, siendo su segunda mujer, con quien tuvo cuatro hijos: el pintor Tore, Arild, Eleonor y Cecilia. Escribió dos libros de poemas y varios libros infantiles. Su obra ha sido traducido al sueco, alemán, letón, inglés y holandés. También publicó dos libros biográficos sobre su relación con su marido: Regnbuen (1953) y Under gullregnen (1959). Al igual que su marido, apoyó a los nazis y la ocupación alemana, dada la sensibilidad de éstos por la situación de la mujer. Se afilió a Nasjonal Samling, el Partido nazi noruego y realizó varias giras por Alemania recitando poemas de su marido durante los años de la II Guerra Mundial. En 1947 fue condenada a tres años de trabajos forzados por traición, si bien, merced a una amnistía sólo pasó nueve meses en la cárcel. En la película Hamsun, de 1996, de Jan Troell, fue encarnada por Ghita Norby.